# Cerkev sv. Petra, Radovljica
Župnijska cerkev Svetega Petra je osrednja cerkev v Radovljici. Je lep primer gotske dvoranske cerkve in je oblikovana v enotnem slogu. Krasijo jo zanimivo oblikovani oboki, angelska zvezda in črn marmornat oltar.

## Zgodovina
Na mestu današnje cerkve je verjetno že v 10. stoletju stala kapelica, najbrž edina stavba na pomolu v tistem času. S širjenjem mesta in večanjem njegovega bogastva je rasla tudi cerkev. Do 13. stoletja so jo že toliko utrdili, da so iz Rodin v Radovljico prenesli sedež dekanije. Iz dvoranske (triladijske) romanske bazilike je okrog leta 1500 nastala gotska cerkev. Letnica 1495 nad vrati kaže na začetek njene velike obnove. Staro romansko cerkev so temeljito prezidali in povečali, ohranili so dolgi kor s podobo stavbarja na rebrastem svodu, katerega nastanek je datiran v čas okoli leta 1460.

## Opis
Gotsko podobo je cerkev dobila v dveh fazah. Najprej je bil narejen visok, zvezdasto obokan prezbiterij z umetelno oblikovanimi sklepniki. Na enem od njih je podoba neznanega stavbenika z modro čepico in rokami, sklenjenimi k molitvi, ki ga spremlja ščitek z mojstrovim znamenjem. Istočasno je bila pozidana tudi Marijina kapela. V naslednji fazi je bila prezidana dvorana, ki zaradi podpornih stebrov daje vtis, da je triladijska. Trije pari osmerokotnih stebrov nosijo rebrast obok oblikovan iz osmerokrakih zvezd. Večina sklepnikov zapira preprosta rozeta, nekaj pa je figur. Obok srednje ladje krasi angelska zvezda.
Prvotni gotski glavni oltar svetega Petra je leta 1713 nadomestil baročni oltar iz črnega marmorja, delo Ludovica Bombassija iz Ljubljane. V njem je slika Janeza Šubica iz leta 1878, ki jo je restavriral leta 1937 Sternen. Kipa svetega Kazimirjain svetega Miklavža ob strani sta delo Angela Pozza. V prezbiteriju stoji tudi novejši oltar, obrnjen proti ljudem, delo kiparja Staneta Jarma.
Na koncu severne ladje stoji tabernakelj, ki ga je v tridesetih letih 20. stoletja zasnoval radovljiški arhitekt Ivan Vurnik, s slikami pa opremila njegova žena Helena Vurnik.
Bel Marijin oltar v južni kapeli je delo Janeza Vurnika ml. iz leta 1898, krasijo ga kipi roženvenske Marije, svetega Dominika in svetega Jožefa v stranskih nišah ter križanje. Na stranskih oltarjih svetega Roka in Sebastjana ter svete Katarine, so se ohranile slike iz 17. stoletja. Slike so dela slikarjev: Leopolda Layerja, J. Egartnerja, A. Bradaške, H. Langusove, E Obereignerjeve, M. Stroya, P. Künla, S. Ogrina, Janez Šubic in neznanih mojstrov, kiparji so bili Lodovico Bombassi, Matej Goričnik, Valentin Vrbnik, Jožef Pavlin in Stane Jarm.
Ob koncu 19. stoletja so cerkev zaradi slogovnega poenotenja ponovno gotizirali. Predelali so fasado, slikana stekla na oknih, vhodne portale in njihovo okrasje ter obnovili poslikavo cerkvenih obokov. Na fasadi je freska svetega Krištofa in začetka 16. stoletja.
Regotizacija cerkve v Radovljici se je zaključila z obnovo strehe v začetku 20. stoletja.

## Župnišče
Župnišče se je razvijalo istočasno s cerkvijo. Najimenitnejše je arkadno dvorišče iz 16. stoletja, ki z gotsko oblikovanimi nosilci in okroglimi stebriči sodi med najlepše in najstarejše tovrstne spomenike na Gorenjskem. V 15. stoletju je bila v sklopu župnišča srednjeveška pivnica, taverna, nekdanja župnijska kašča pa se danes uporablja kot galerija. Obnovljeno zunanjo fasado krasijo številne freske. Tako župnišče, kot cerkev sta bila del obrambnega zidu okoli Radovljice, o čemer pričajo ostanki strelnih lin in obrambnih stolpičev.
K cerkvenim znamenitostim spada tudi hiša Šolskih sester svetega Frančiška Kristusa Kralja v neposredni bližini župnijske cerkve. Zasnova zgradbe datira v pozni srednji vek, v 16. in v začetku 17. stoletja so stavbo razširili z arkadnim dvoriščem in iz tega obdobja so tudi oboki v pritličju in nadstropju. V spodnji in zgornji veži nosijo oboke kamnite figuralne in geometrične konzole. Vhodni portal je iz 19. stoletja.

## Galerija slik
- Cerkev in trg pred njo
- Vhod v cerkev